# Glenda Farrell
Glenda Farrell (Enid, 30 de junho de 1904 — Nova York, 1 de maio de 1971) foi uma atriz estadunidense. Ela é mais conhecida por seu papel como Torchy Blane em uma série de filmes da Warner Bros. e nos filmes indicados ao Oscar Alma no Lodo (1931), O Fugitivo (1932) e Dama por Um Dia (1933).

## Filmografia
| Ano                                         | Filme                               | Personagem                   | Nota(s)        |
| ------------------------------------------- | ----------------------------------- | ---------------------------- | -------------- |
| 1928                                        | Lucky Boy                           |                              | sem créditos   |
| 1930                                        | The Lucky Break                     |                              | Curta-metragem |
| 1931                                        | Little Caesar                       | Olga Stassoff                |                |
| 1932                                        | Scandal for Sale                    | Stella                       | sem créditos   |
| 1932                                        | Life Begins                         | Florette Darien              |                |
| 1932                                        | Three on a Match                    | Mrs. Black                   | sem créditos   |
| 1932                                        | I Am a Fugitive from a Chain Gang   | Marie                        |                |
| 1932                                        | The Match King                      | Babe                         |                |
| 1933                                        |                                     |                              |                |
| Mystery of the Wax Museum                   | Florence Dempsey                    |                              |                |
| Grand Slam                                  | Blondie                             |                              |                |
| Girl Missing                                | Kay Curtis                          |                              |                |
| The Keyhole                                 | Dot                                 |                              |                |
| Central Airport                             |                                     |                              |                |
| How to Break 90 #2: Position and Back Swing | Golfer's Wife                       | Curta-metragem, sem créditos |                |
| Gambling Ship                               | Jeanne Sands                        |                              |                |
| Mary Stevens, M.D.                          | Glenda Carroll                      |                              |                |
| Lady for a Day                              | Missouri Martin                     |                              |                |
| Bureau of Missing Persons                   | Belle Howard Saunders               |                              |                |
| Man's Castle                                | Fay La Rue                          |                              |                |
| Havana Widows                               | Sadie Appleby                       |                              |                |
| 1934                                        |                                     |                              |                |
| The Big Shakedown                           | Lily 'Lil' Duran                    |                              |                |
| Hi Nellie!                                  | Gerry Krale                         |                              |                |
| Dark Hazard                                 | Valerie 'Val' Wilson                |                              |                |
| I've Got Your Number                        | Bonnie                              |                              |                |
| Heat Lightning                              | Mrs. Tifton                         |                              |                |
| Merry Wives of Reno                         | Bunny Fitch                         |                              |                |
| The Personality Kid                         | Joan McCarty                        |                              |                |
| Kansas City Princess                        | Marie Callahan                      |                              |                |
| The Secret Bride                            | Hazel Normandie                     |                              |                |
| 1935                                        |                                     |                              |                |
| Gold Diggers of 1935                        | Betty Hawes                         |                              |                |
| Traveling Saleslady                         | Claudette                           |                              |                |
| Go into Your Dance                          | Molly Howard                        |                              |                |
| In Caliente                                 | Clara                               |                              |                |
| We're in the Money                          | Dixie Tilton                        |                              |                |
| Little Big Shot                             | Jean                                |                              |                |
| Miss Pacific Fleet                          | Mae O'Brien                         |                              |                |
| 1936                                        |                                     |                              |                |
| Snowed Under                                | Daisy Lowell                        |                              |                |
| The Law in Her Hands                        | Dorothy 'Dot' Davis                 |                              |                |
| Nobody's Fool                               | Ruby Miller                         |                              |                |
| High Tension                                | Edith McNeil                        |                              |                |
| Here Comes Carter                           | Verna Kennedy                       |                              |                |
| Gold Diggers of 1937                        | Genevieve Larkin                    |                              |                |
| 1937                                        |                                     |                              |                |
| Smart Blonde                                | Torchy Blane                        |                              |                |
| Fly-Away Baby                               | Torchy Blane                        |                              |                |
| Dance Charlie Dance                         | Fanny Morgan                        |                              |                |
| You Live and Learn                          | Mamie Wallis                        |                              |                |
| Sunday Night at the Trocadero               |                                     | Short                        |                |
| Breakfast for Two                           | Carol Wallace                       |                              |                |
| The Adventurous Blonde                      | Torchy Blane                        |                              |                |
| Hollywood Hotel                             | Jonesie                             |                              |                |
| 1938                                        |                                     |                              |                |
| Blondes at Work                             | Torchy Blane                        |                              |                |
| Stolen Heaven                               | Rita                                |                              |                |
| Prison Break                                | Jean Fenderson                      |                              |                |
| The Road to Reno                            | Sylvia Shane                        |                              |                |
| Exposed                                     | 'Click' Stewart                     |                              |                |
| Torchy Gets Her Man                         | Torchy Blane                        |                              |                |
| Breakdowns of 1938                          | Torchy Blane                        | Cruta-metragem, sem créditos |                |
| 1939                                        | Torchy Blane in Chinatown           | Torchy Blane                 |                |
| 1939                                        | Torchy Runs for Mayor               | Torchy Blane                 |                |
| 1941                                        | Johnny Eager                        | Mae Blythe                   |                |
| 1942                                        |                                     |                              |                |
| Twin Beds                                   | Sonya Cherupin                      |                              |                |
| The Talk of the Town                        | Regina Bush                         |                              |                |
| 1943                                        |                                     |                              |                |
| City Without Men                            | Billie LaRue                        |                              |                |
| A Night for Crime                           | Susan                               |                              |                |
| Klondike Kate                               | Molly                               |                              |                |
| 1944                                        | Ever Since Venus                    | Babs Cartwright              |                |
| 1947                                        | Heading for Heaven                  | Nora Elkins                  |                |
| 1948                                        | I Love Trouble                      | Hazel Bixby                  |                |
| 1948                                        | Mary Lou                            | Winnie Winford               |                |
| 1948                                        | Lulu Belle                          | Molly Benson                 |                |
| 1952                                        | Apache War Smoke                    | Fanny Webson                 |                |
| 1953                                        | Girls in the Night                  | Alice Haynes                 |                |
| 1954                                        | Secret of the Incas                 | Mrs. Winston                 |                |
| 1954                                        | Susan Slept Here                    | Maude Snodgrass              |                |
| 1955                                        | The Girl in the Red Velvet Swing    | Mrs. Nesbit                  |                |
| 1959                                        | Middle of the Night                 | Mrs. Mueller                 |                |
| 1959                                        | The Bells of St. Mary's             |                              | Telefilme      |
| 1961                                        | A String of Beads                   |                              | Telefilme      |
| 1961                                        | Special for Women: The Glamour Trap | Beauty Operator              | Telefilme      |
| 1964                                        | Kissin' Cousins                     | Ma Tatum                     |                |
| 1964                                        | The Disorderly Orderly              | Dr. Jean Howard              |                |
| 1970                                        | Tiger by the Tail                   | Sarah Harvey                 |                |

## Legado
Com uma carreira de mais de 50 anos, Farrell apareceu em mais de 100 filmes e séries de televisão, além de inúmeras peças da Broadway. Ela recebeu uma estrela na Calçada da Fama de Hollywood em 8 de fevereiro de 1960, e ganhou um Emmy Award de melhor atriz coadjuvante por seu desempenho na série de televisão Ben Casey em 1963.
O papel de Torchy Blane interpretada por Glenda serviu de inspiração para a criação da personagem Lois Lane de Superman.